# Tetrorchidium oppositifolium
Tetrorchidium oppositifolium är en törelväxtart som först beskrevs av Ferdinand Albin Pax, och fick sitt nu gällande namn av Ferdinand Albin Pax. Tetrorchidium oppositifolium ingår i släktet Tetrorchidium och familjen törelväxter. Inga underarter finns listade i Catalogue of Life.